# Emmanuel Segura
Emmanuel Segura Maldonado (San Luis Potosí, San Luis Potosí, México, 17 de febrero de 1993) es un futbolista mexicano.

## Estadísticas

### Clubes
Actualizado al último partido jugado el 26 de octubre de 2019.
| Tigres UANL · México                                                          | 1.ª                 | 2014                | 0   | 0 | 2  | 0 | - | - | 2   | 0 | 0,00 |
| Tigres UANL · México                                                          | 1.ª                 | 2008-09             | 0   | 0 | 3  | 0 | - | - | 3   | 0 | 0,00 |
| Tigres UANL · México                                                          | Total               | Total               | 0   | 0 | 5  | 0 | 0 | 0 | 5   | 0 | 0,00 |
| Tampico Madero F. C. · México                                                 | 3.ª                 | 2015-16             | 40  | 4 | -  | - | - | - | 40  | 4 | 0,10 |
| Tampico Madero F. C. · México                                                 | Total               | Total               | 40  | 4 | 0  | 0 | 0 | 0 | 40  | 4 | 0,10 |
| Alebrijes · México                                                            | 2.ª                 | 2016-17             | 36  | 0 | 8  | 0 | - | - | 44  | 0 | 0,00 |
| Alebrijes · México                                                            | Total               | Total               | 36  | 0 | 8  | 0 | 0 | 0 | 44  | 0 | 0,00 |
| F. C. Juárez · México                                                         | 2.ª                 | 2017                | 0   | 0 | 1  | 0 | - | - | 1   | 0 | 0,00 |
| F. C. Juárez · México                                                         | Total               | Total               | 0   | 0 | 1  | 0 | 0 | 0 | 1   | 0 | 0,00 |
| Dorados · México                                                              | 2.ª                 | 2018                | 8   | 0 | 2  | 0 | - | - | 10  | 0 | 0,00 |
| Dorados · México                                                              | Total               | Total               | 8   | 0 | 2  | 0 | 0 | 0 | 10  | 0 | 0,00 |
| Cimarrones · México                                                           | 2.ª                 | 2018-19             | 27  | 3 | 3  | 0 | - | - | 30  | 3 | 0,10 |
| Cimarrones · México                                                           | Total               | Total               | 27  | 3 | 3  | 0 | 0 | 0 | 30  | 3 | 0,10 |
| Cafetaleros · México                                                          | 2.ª                 | 2019                | 10  | 0 | 3  | 0 | - | - | 13  | 0 | 0,00 |
| Cafetaleros · México                                                          | Total               | Total               | 10  | 0 | 3  | 0 | 0 | 0 | 13  | 0 | 0,00 |
| Total en su carrera                                                           | Total en su carrera | Total en su carrera | 121 | 7 | 22 | 0 | 0 | 0 | 143 | 7 | 0,05 |
| (1) Incluye datos de Copa México. (3) No incluye goles en partidos amistosos. |                     |                     |     |   |    |   |   |   |     |   |      |

- Datos: Q25999693